# Pobučí
Pobučí (deutsch Pobutsch) ist ein Ortsteil der Gemeinde Jestřebí (Groß-Jestřeby) im Okres Šumperk in Tschechien.

## Geographie
Der Ort liegt 5 km südwestlich der ehemaligen Bezirks- bzw. Kreisstadt Hohenstadt und unterhalb des Kalvarien-, Wach- oder Laudonberges, der eine Seehöhe von 479 m hat, sowie der Pessingkoppe, in deren Rücken sich weite Waldungen bis hinunter in das Buseletal ausdehen.
Die Ortschaft befindet sich am Ostrand der ehemaligen deutschen Sprachinsel Schönhengstgau. Nachbarorte sind Groß- und Klein-Jestřeby, Schützendorf, Rippau, Chirles und Lupelle.

## Geschichte
Pobutsch wurde bereits im 13. Jahrhundert urkundlich erwähnt: Einmal am 25. November 1273 in einer Urkunde an den Müglitzer Erbrichter Hermann und ein zweites Mal am 21. Jänner 1275, als der Olmützer Bischof Bruno von Schauenburg seinen Hofkaplan zum Pfarrer von Müglitz ernennt. Die altehrwürdigen Rechte der Müglitzer Kirche sind genau beschrieben. Dazu gehören die Einnahmen und Einkünfte von Pobutsch aus Steuern, Zinsen, Wiesen, Wäldern, Feldern, Fischerei und Jagdrechten und außerdem noch die Gerichtsbarkeit.

Aus der Abschrift des Parzellenbuches von 1835. Zu sehen ist die Gemarkungsgrenze von Pobutsch. Umlaufend sind die Nachbarorte vermerkt.

Die Geschichte und Schicksale des Erbgerichtes in Pobutsch lassen sich vom Jahre 1501 lückenlos verfolgen. Durch Jahrhunderte wird dieses Erbgericht von der Familie Unzeitig verwaltet, die aus Sachsen eingewandert sein soll.
Während des Siebenjährigen Krieges traf am 5. Mai 1758 General Laudon mit einigen Tausend Mann in Hohenstadt ein. Er leitete vom Wachberg in Pobutsch den Kampf gegen König Friedrich II. von Preußen. Daher wird der Wachberg seither manchmal auch Laudonberg oder Laudonhügel genannt.
1791 bestanden in Pobutsch 37 Häuser, das Dorf gehörte damals zur Herrschaft Mürau. Es gab 140 Joch „geringes Ackerland“.
Eine Schule besaß Pobutsch bereits 1770. Zum Schulsprengel gehörten auch Lupelle und Klein-Jestřeby. Im Jahr 1832 entstand die Kirche, 1858 wurde eine eigene Pfarrei errichtet. Bis dahin gehörte Pobutsch zur Pfarre Schmole.
Ebenfalls 1858 wurde der Friedhof errichtet. Diese Jahreszahl wurde in den rechten Sandstein des Eingangs eingraviert. Zuvor sind die Toten von Pobutsch in Schmole bestattet worden.
Im Jahr 1900 hatte Pobutsch 60 Häuser. Die Gesamtfläche der Gemarkung betrug 417 Hektar. Davon entfielen 257 Hektar auf Äcker, 15 Hektar auf Wiesen, knapp sieben Hektar auf Gärten, 25 Hektar auf Hutweiden und 95 Hektar auf Wald. An Vieh wurden gezählt: 12 Pferde, 154 Rinder und 95 Schweine. Schafe gab es zum Zeitpunkt der Erhebung keine.

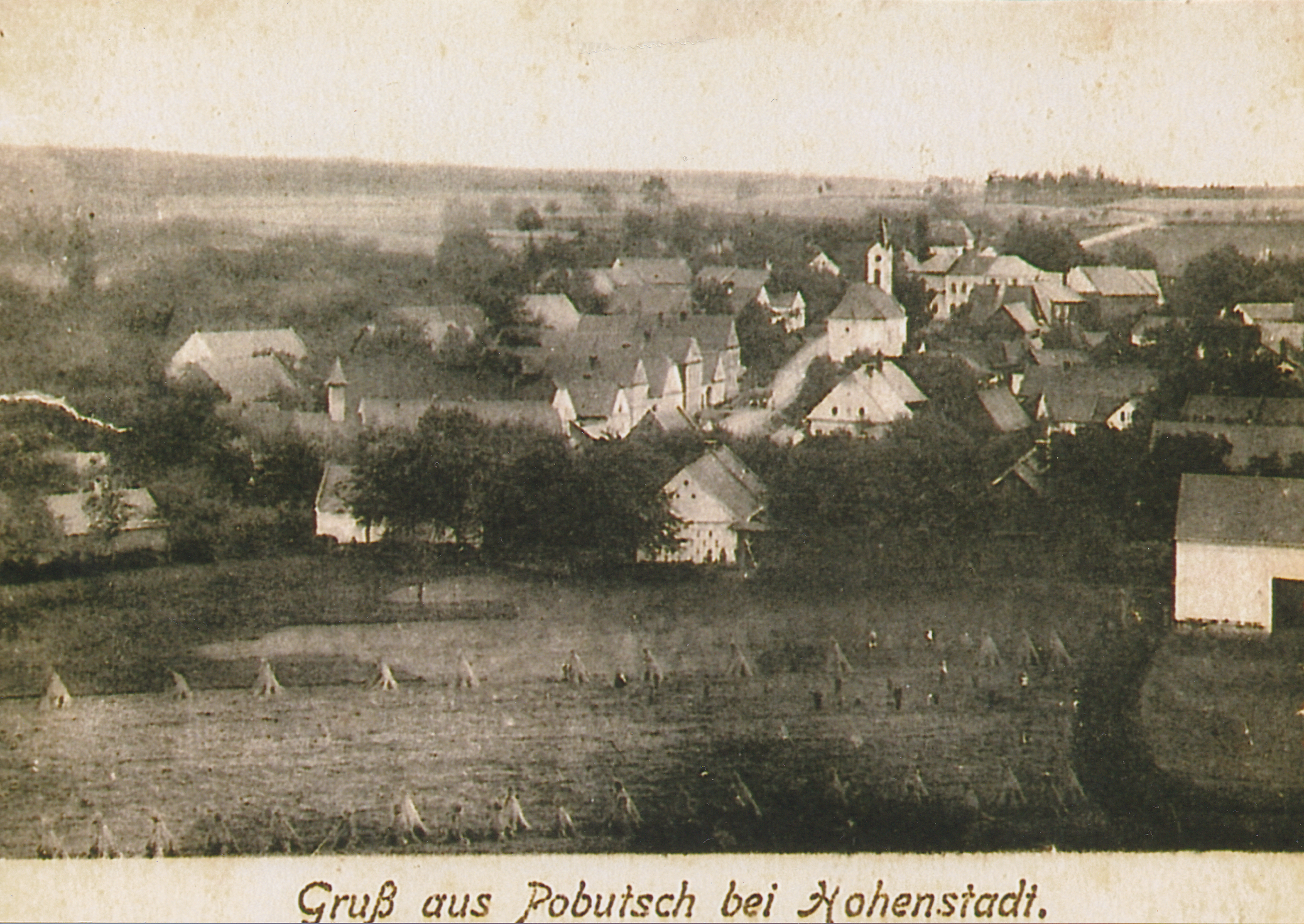
Pobutsch vom östlichen Hang des Wachbergs aus gesehen. Datum unbekannt.

1913 wurde die Dorfstraße gebaut, die von Groß-Jestřeby kommend bis zur Chirleser Grenze reichte. Allerdings wurde die Straße vor dem Ersten Weltkrieg nicht mehr gewalzt, dies erfolgte erst ab November 1935.
Das Dorf hatte im Ersten Weltkrieg sechs Gefallene zu beklagen, zwei weitere starben 1924 und 1926 an den Spätfolgen.

Pobutsch vom Wachberg aus gesehen – um 1940.

Während des Ersten Weltkriegs wurde die größere der beiden Kirchenglocken – St. Michael – requiriert. Verblieben ist St. Veronika. Im Jahr 1925 konnte die Gemeinde zwei neue Glocken anschaffen – die unbefleckte Empfängnis-Glocke sowie die Johann-und-Paul-Glocke, zugleich Kriegergeschädigten-Glocke genannt –, die am 19. April geweiht wurden. Das Glockenspiel der Pobutscher Kirche hatte fortan die Tonart D, G, H (Dur).

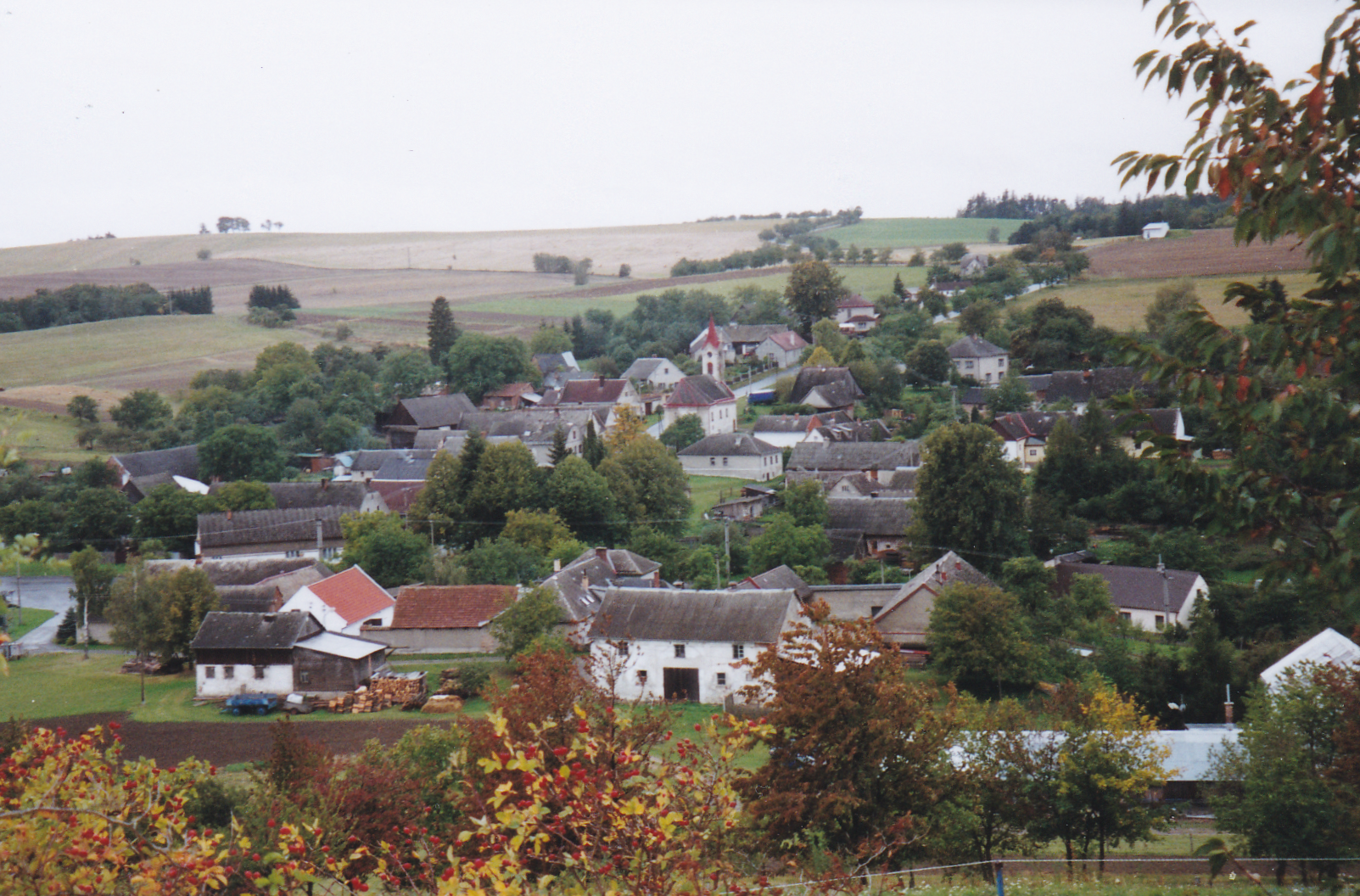
Pobutsch vom Wachberg aus gesehen – 2004. U. a. ist das große Gebäude des Erbgerichts oberhalb der Kirche nicht mehr vorhanden.

Die Kirche von Pobutsch, vor der Vertreibung der deutschen Bevölkerung.

Größere Aufregung entstand im Dorf, als in der ersten Jahreshälfte 1925 ein Teil der Schulleiterwohnung von der Bezirksverwaltung in Hohenstadt beschlagnahmt wurde, um eine tschechische Minderheitenschhule zu errichten, die als Staatsschule dann im Sommer mit Beginn des neuen Schuljahres nach Umbauarbeiten auch eröffnet wurde. Zu diesem Zeitpunkt gab es in Pobutsch nur eine einzige, rein tschechische Familie, die kurz vorher aus einem Nachbardorf zugezogen war. Diese hatte drei schulpflichtige Kinder und diese waren die einzigen aus dem Dorf, die in die neue tschechische Schule gingen. Da der Behörde diese drei Kinder zu wenig waren, mussten etwa ein Dutzend Kinder aus der Minderheitschule in Klein-Jestřeby nach Pobutsch in die Schule gehen. Dadurch war allerdings wiederum die Schule in Klein-Jestřeby in ihrem Bestand gefährdet, so dass die Volksschule in Groß-Jestřeby eine entsprechen Zahl an Schülern nach Klein-Jestřeby sandte. Neben der ungeheuren Steuergeldverschwendung befürchtete die Gemeinde eine planmäßige tschechische Unterwanderung und damit Schwächung der Stellung ihrer deutschen Gemeindeschule. Außerdem kam sie durch die Beschlagnahme in Unterbringungsnöte für den deutschen Schulleiter. Bereits im März 1926 war die tschechische Familie wieder weggezogen, aus Pobutsch ging nun kein einziges Kind mehr in die tschechische Schule. Dennoch wurde der Schulbetrieb mit auswärtigen Kindern, nun auch aus Schmole, bis Ostern 1927 aufrechterhalten. Nach Schließung der Schule wurde diese jedoch nicht geräumt und and die Gemeinde zurückgegeben, damit diese die Räumlichkeiten wieder dem Schulleiter zur Verfügung stellen konnte. Auf allen Ebenen hatten Gemeindevorsteher und Ortsschulrat immer wieder Initiativen zur frühzeitigen Schulschließung und Räumung auf den Weg gebracht und Unterstützung von deutschen Volksvertretern erhalten. Maßgeblich an den Stück für Stück errungenen Teilerfolgen hatte der Abgeordnete Franz Hodina, der aufgrund seiner Verdienste am 25. November 1927 zum Ehrenbürger der Gemeinde ernannt wurde. Neben der Rückgabe der betreffenden Zimmer ging es auch um die Veranlassung der Rückbaues in den ursprünglichen Zustand oder um Kostenerstattung an die Gemeinde, wenn diese dies selbst übernimmt. Trotz Zusagen aus Prag, über Abgeordnete der deutschen Minderheit erzielt, haben lokale Behörden dies länger Zeit verschleppt. Erst im Sommer 1929 konnte die Gemeindeverwaltung wieder voll über die Räume verfügen und die Wiederherstellung der ursprünglichen Schulleiterwohnung veranlassen. Bis dahin hatte das „Schulexperiment“, wie es von der lokalen Bevölkerung genannt wurde, rund 120.000 Kč an Steuergeldern für Umbaumaßnahmen, Einrichtungsgegenstände und Lehrmittel für die tschechische Schule, Personalkosten sowie Mietzahlungen an die Gemeinde für die beschlagnahmten Räume gekostet.

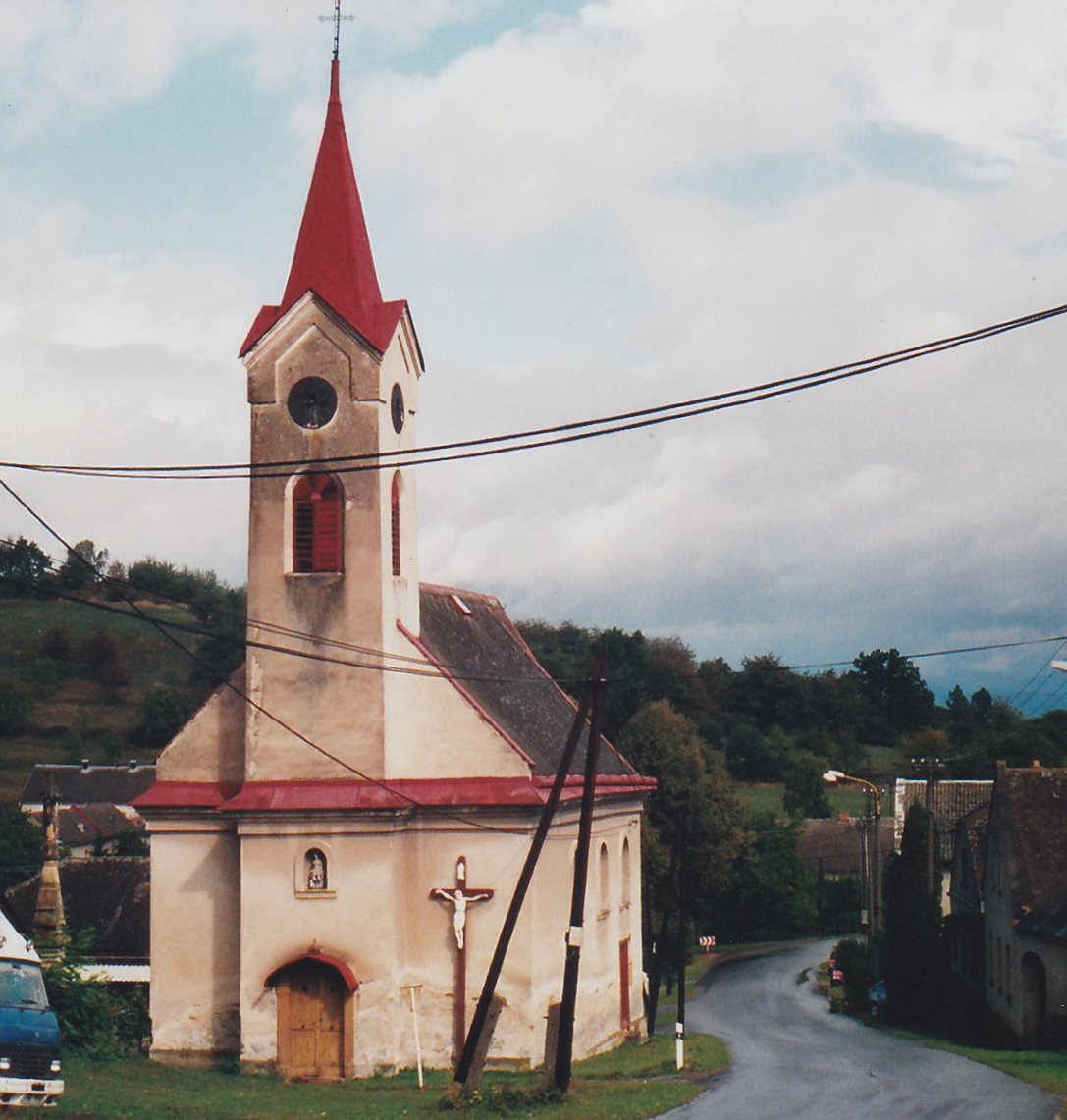
Die Kirche in Pobutsch im Jahr 2004. Einige Zierelemente sind nicht mehr vorhanden, z. B. am Turm sowie am Kreuz vor der Kirche.

Die genannte Verschleppung der Rückgabe der beschlagnahmten Räumlichkeiten ist wohl auch vor dem Hintergrund zu sehen, dass nationalistische tschechische Kreise in den Jahren 1926 bis 1928 versuchten, auf einer erworbenen, vom Ortskern rund 800 m entfernt liegenden Parzelle in einem Waldstück eine Doppelaushälfte zur Ansiedlung von kinderreichen, tschechischen Familien zu errichten. Auch hiergegen regte sich Widerstand im Dorf und zusätzlicher Unmut entstand durch übergriffiges Verhalten wie unangemeldete Vermessungsarbeiten und nicht autorisierte Rodungen selbst auf Nachbargrundstücken, die Teils der Gemeinde und Teils Privatpersonen gehörten. Die Gemeindevertretung lehne eine etwaige Kanalisierung oder Ablenkung des Ober- und Unterwasser ab und hegte wegen der Lage im Wald auch Bedenken bezüglich Feuer oder anderen Elementargefahren. Auf Grund der großen Entfernung zum geschlossenen Baugebiet wurde auch die Übernahme von Polizeiaufsicht, Wasserversorgung oder anderen Verpflichtungen abgelehnt. Auch dieses Bauorhaben scheiterte schließlich.
1927 wurden in Pobutsch zwei neue Häuser gebaut, die Zahl der Hausnummern stieg daher in diesem Jahr von 60 auf 62.

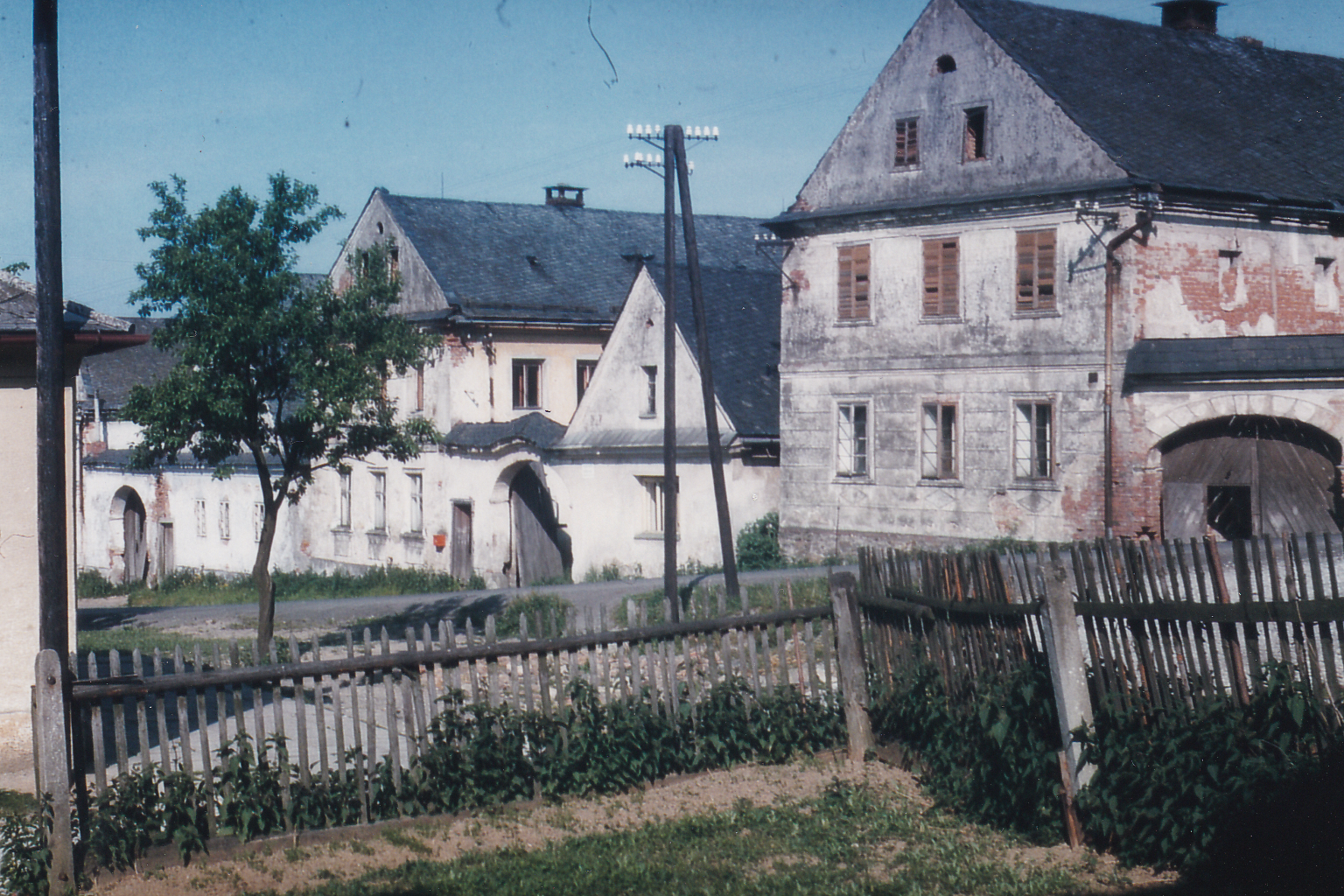
Ein Teil der gleichen Häuserzeile wie ein Bild weiter oben im Jahr 1966. Die Bausubstanz der einst stattlichen Bauernhäuser ist bereits angegriffen, heute ist dieser Teil des Dorfes fast nicht mehr wiederzuerkennen.

Nachdem bereits im November 1927 ein ungewöhnlicher strenger Winter mit Tiefsttemperaturen von −25 °C, bisweilen sogar −32 °C Einzug gehalten hatte, kam es im Winter 1928/29 noch schlimmer. Es wurden Temperaturen zwischen −28 °C und −34 °C abgelesen, Tier- und Pflanzenwelt hatten ungeheuer zu leiden. Am 3. Oktober 1930 fand eine Zählung der Obstbäume einschließlich Feststellung der durch die Frostkatastrophe 1929 verursachten Schäden statt:
| Sorte           | Anzahl | davon abgestorben | übrig geblieben |
| --------------- | ------ | ----------------- | --------------- |
| Apfelbäume      | 595    | 130               | 465             |
| Birnbäume       | 325    | 77                | 248             |
| Kirschbäume     | 466    | 160               | 306             |
| Weichselbäume   | 4      | 2                 | 2               |
| Zwetschgenbäume | 1625   | 1104              | 521             |
| Pflaumenbäume   | 10     | 7                 | 3               |
| Nußbäume        | 54     | 30                | 24              |
| Ribissträucher  | 25     | 21                | 4               |
| Summe           | 3104   | 1531              | 1573            |

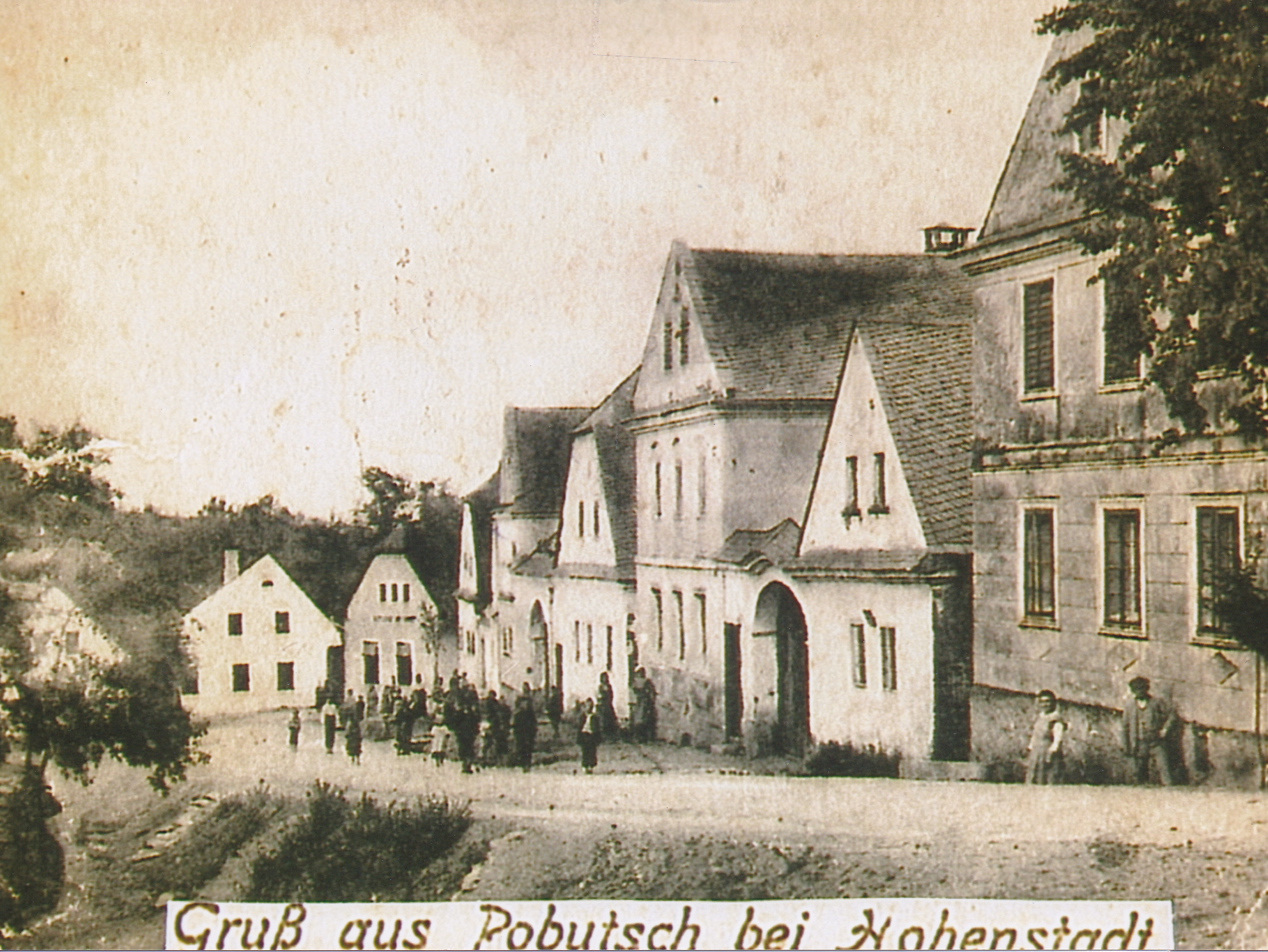
Die alte Bebauung unterhalb der Kirche, auf der östlichen Seite der Dorfstraße.

Nachdem bereits 1928 ein weiteres Haus im Ort gebaut wurde, entstand im Jahr 1934 Haus Nummer 64. Im selben Jahr wurde außerdem das Armenhaus umgebaut und erweitert.
Am 8. Juli 1936 brach im Haus Nr. 57 ein Feuer aus, das wegen Trockenheit rasch auf angrenzende Gebäude übergriff. Drei Anwesen wurden vollständig zerstört, ein weiterer Bewohner wurde dadurch geschädigt, dass ihm der Dachstuhl seiner Scheune verbrannte. Neben der eigenen Feuerwehr waren acht Wehren aus umliegenden Orten sowie die Feuerbereitschaft der Hohenstädter Garnison im Einsatz. Ihnen sowie vielen Einwohnern und Freunden aus den Nachbardörfern war es zu verdanken, dass eine noch größere Katastrophe verhindert und sämtliches Vieh geborgen werden konnte. Umgehend nach dem Brand erschien die Gendarmerie und stellte Verhöre an, ein mutmaßlicher Brandstifter aus dem Ort wurde vor Gericht gebracht. Noch im gleichen Jahr wurde mit dem Wiederaufbau begonnen. Außerdem entstand ein zusätzliches Haus am oberen Dorfende, es erhielt die Hausnummer 65.
In der ersten Hälfte des 20. Jahrhunderts bestanden folgende Vereinigungen: Kirchenchor, Bund der Deutschen Nordmährens, Deutscher Kulturverband (1929), Rotes Kreuz, Freiwillige Feuerwehr (1884 oder 1887), Raiffeisenkasse (1898), Molkereigenossenschaft (1913), Lichtgenossenschaft (1923), Landwirtschaftlicher Verein, Notschlachtungsverein, Selbsthilfeverein.
Das Dorf hatte im Zweiten Weltkrieg 25 Tote und Gefallene zu beklagen. Am 8. Mai 1945 rückten Rotarmisten in das Dorf ein. Da die Ortschaft an der Sprachgrenze lag, kamen kurz darauf Plünderer aus den umliegenden tschechischen Dörfern. Neben Plünderungen kam es auch zu Vergewaltigungen von Frauen und Mädchen. Zwei weitere Dorfbewohner kamen in diesen Nackkriegstagen durch Gewalteinwirkung ums Leben. Andere wurden verhaftet und schwer misshandelt.
Im Jahr 1946 wurde die deutsche Bevölkerung des Ortes fast vollständig vertrieben (ausgenommen waren Personen, die in Mischehe lebten). Die Vertriebenen wurden zunächst in ein Sammellager nach Müglitz gebracht. Mit 50 kg Gepäck sollten die Deutschen ihre Heimat verlassen – im Lager wurden ihnen aber von tschechischen Beamten bei sogenannten Transportkontollen von dem zugelassenen, mitgebrachten Gepäck wahllos Kleider, Betten, Geschirre, Gebrauchsgegenstände, Ausweise und Urkunden, Andenken, selbst Kinderspielzeug, beschlagnahmt. Wert- und Schmuckstücke, Briefmarken und Wertsammlungen wurden vielen bereits vorher in ihren Wohnungen geraubt. Von dort ging es mit dem Zug weiter über die Grenze nach Bayern. Jeder Transport bestand aus 40 Güterwaggons mit je 30 Personen. Gepäck und Personen wurden zusammen in einem Waggon untergebracht.  Die vertriebenen Pobutscher fanden vor allem in Bayern sowie in Württemberg eine neue Heimat, einige auch in Hessen.
Anschließend wurde der Ort nur teilweise wiederbesiedelt. Zahlreiche Gebäude verfielen in den kommenden Jahrzehnten und wurden schließlich abgetragen, u. a. das stattlichste Haus des Dorfes, das Erbgericht.
1976 verlor die Gemeinde ihre Eigenständigkeit und wurde nach Jestřebí eingemeindet.

## Bevölkerung

#### Bevölkerungsentwicklung von 1791 bis 1939
| Jahr | Einwohnerzahl | Bemerkungen                 |
| ---- | ------------- | --------------------------- |
| 1791 | 285           | [ 5 ]                       |
| 1834 | 409           | 186 männliche, 223 weiblich |
| 1869 | 379           | [ 19 ]                      |
| 1880 | 395           | 369 Deutsche, 26 Tschechen  |
| 1890 | 394           | 382 Deutsche, 12 Tschechen  |
| 1900 | 400           | 400 Deutsche, 0 Tschechen   |
| 1910 | 366           | 361 Deutsche, 5 Tschechen   |
| 1921 | 376           | 340 Deutsche, 35 Tschechen  |
| 1930 | 392           | 378 Deutsche, 14 Tschechen  |
| 1939 | 393           | 379 Deutsche, 14 Tschechen  |

Sämtliche Bewohner waren römisch-katholischen Glaubens.

## Wirtschaft
Obwohl das Dorf bis Ende des Zweiten Weltkrieges noch stark landwirtschaftlich geprägt war, ging bereits ein nennenswerter Teil der Bevölkerung zum Arbeiten nach Hohenstadt in die beiden Fabriken Wilhelm Brass und Hermann Schefter.
Im Ort gab es folgende Handwerker und Geschäfte: Drei Schuhmacher, einen Schneider, einen Wagner, einen Schmied, einen Maurer, einen Schlosser, einen Kaufmann, der einen Gemischtwarenhandel einschließlich Tabaktrafik hatte, sowie eine weitere Verkaufsstelle für Tabakwaren.
Außerdem befanden sich in Pobutsch zwei Gasthäuser: Im Erbgericht (Nr. 30), dessen Konzesion auch das Recht der Fremdenbeherbergung beinhaltete, sowie ein zweites Gasthaus in Haus Nr. 9.
An Heimarbeit wurde in den letzten Jahren vor der Vertreibung der deutschen Bevölkerung nur das Besenbinden gemacht. In früheren Zeiten gab es außerdem die Hausweberei.